# Brienz
Brienz es una comuna suiza del cantón de Berna, situada en el distrito administrativo de Interlaken-Oberhasli. Limita al norte con las comunas de Marbach (LU) y Flühli (LU), al este con Schwanden bei Brienz, Hofstetten bei Brienz, Brienzwiler y Meiringen, al sur con Grindelwald, y al oeste con Iseltwald y Oberried am Brienzersee.

## Turismo
La comuna da su nombre al lago de Brienz.
- El Rothorn de Brienz
- El Museo suizo del hábitat rural de Ballenberg
  - Exposición de 90 casas antiguas suizas que han sido puestas en este museo

## Transportes
- Línea ferroviaria Interlaken - Brienz - Paso de Brünig - Lucerna.
- Tren de Brienz - Brienzer Rothorn .
- Puerto de barcos en el lago de Brienz.
- Autopista A8, Salida 29.